# Ратцель, Фридрих
Фри́дрих Ра́тцель (нем. Friedrich Ratzel; 30 августа 1844, Карлсруэ — 9 августа 1904, Аммерланд близ озера Штарнбергерзее) — немецкий географ и этнолог, социолог; основатель антропогеографии, геополитики, а также создатель теории диффузионизма и один из основоположников теории культурных кругов. Профессор Лейпцигского университета (с 1886 года).
В системе взглядов немецкого ученого видны многие идеи родоначальника социологии француза Огюста Конта: эволюционизм, признание влияния географической среды на развитие народа, государства, роли демографических и космических факторов в функционировании политических систем, жизни этносов и государства. Влияние О. Конта просматривается в работах Ф. Ратцеля: «Земля и жизнь. Сравнительное землеведение», «Народоведение» и в фундаментальной книге «Политическая география». Ратцель также активно использовал термин «Lebensraum» («жизненное пространство»), введённый в научный оборот Карлом Риттером и развил Риттерову концепцию органической модели государства. Он вывел семь законов экспансии, или «пространственного роста государства», будучи уверен в том, что «растущий народ нуждается в новых землях для увеличения своей численности». Выведенные им законы строго обосновывали неизбежность территориальных завоеваний.

## Основные работы

### «Народоведение»

#### Задачи народоведения по Ф. Ратцелю:
- Географическое воззрение (рассмотрение внешних условий) и историческое размышление.

Изучение забытых, более глубоких слоёв человечества. Именно в низших слоях следует искать те пункты, которые привели к более высокому уровню человеческого развития. Делается это для того, чтобы установить единство и целостность человечества.

Сравнение сахарского народа Тубу, который за 2000 лет не изменил ничего в своей культуре и образе жизни, и современных народов, которые многому научились, многое приобрели и главное — научились использовать всё это.

- Указание переходов и внутренней связи. Человечество — единое целое.

По сути всё произошло от одной культуры — основы, фундамента, на основе которой образовались, сформировали свой каркас другие, существующие и по сей день. Многие части этой культуры до сих пор остаются неизменными в руках человечества.

#### Положение, форма и величина человечества
Область обитания человечества — эйкумена. В северном полушарии людей живёт больше, чем в южном, потому что оно даёт людям больше пространства, обширные соприкасающиеся между собой области, имеет больше преимуществ для развития человечества. Если взглянуть на карту, можно прийти к выводу, что северные части материков находятся в более широкой связи, а южные значительно поделены между собой. Поэтому высшие формы культурного развития встречаются к северу от экватора (например, северные народы издревле использовали лук, а южные не знают о его существовании). Интересна, к примеру, граница распространения железа: там, где не знают железа, неизвестно и скотоводство, основанное на выращивании крупного рогатого скота, буйволов, лошадей, коз, овец и т. п., не разводятся свиньи и курицы.

Различие наблюдается и в общественно-политических отношениях: в доколумбовой Америке, Океании, Австралии (более древнее развитие) — развит групповой брак, материнское право, род; в Азии, Африке, Европе — патриархальная система, парный брак. Чем доказывается, что «в человечестве восток с западом значительно противоположны друг другу. Америка — самый крайний восток человечества: здесь скорее можно найти более древние формы развития, чем в Африке и Европе, образующих крайний запад.»

Ратцель пишет, что наравне с тем, как географическая противоположность между севером и югом проходит по всей Земле, антропологический и этнографический контрасты ограничиваются так называемым Старым светом и прилежащими к нему землями.

#### Образование, различия рас
Движение всего человечества к морю на всём протяжении его существования (причины):

- Транспортный фактор — сначала просто мореплавание, затем изобретение парохода — активное мореплавание. Сейчас уже (конец XIX века) мореплавание отошло на второй план, поэтому можно видеть, что "во всех частях Земли мы находим высокие степени развития мореплавательного искусства рядом с полным незнанием его. Так как по суше передвигаться было опасно (много врагов), по морю распространялась более высокая культура «приморского» народа в соседние участки земного шара.
- Вода, как источник питания.
- Положительное воздействие на дух человека.

Единство человеческого рода — не однообразие, но общность, доказанная свидетельствами во всех областях народной жизни.

Он делит народы на стоящих на низшей (дикие народы) и высшей ступени (европейцы) развития. Под «дикими» Ратцель понимал народы, которые находятся в большей зависимости от природы, чем народы культурные. Он доказывает что все дикие народы живут в очень редком расселении, тогда как высшая культура несёт с собой и более высокую плотность расселения.
«Однажды начавшееся смешение рас идёт всё дальше и дальше, причём каждый новый приток крови высшей расы выравнивает расстояние по отношению к высоте…» (например, индейцы в Мексике или Перу почти уже достигают уровня потомков европейцев, от которых до завоевания их отделяла целая пропасть).

#### Религия
Здесь Ратцель рассуждает о религиозных догадках и представлениях диких народов. Этнография не знает народов, совершенно лишённых религии, а знает лишь разный уровень развития религиозных идей: у одних они ещё в виде зачатков, у других развёртываются в разнообразное богатство миров и сказаний. Ратцель считает, что религиозное чувство находит отклик именно в низших слоях человечества.

#### Изобретение и открытие
«В основе материального прогресса человечества лежит всё более и более усугубляющееся и расширяющееся изучение явлений природы. Отсюда исходит всёвозрастающее обилие средств, которыми человек пользуется для улучшения и украшения своей жизни.»

#### Жилища
Во всём у человека, как и у животных, ощущается зависимость от природы. Проявляется это и в строительстве. По мнению Ратцеля, первоначально все особенности расположения и свойства строений были обусловлены близостью к источнику пропитания и уже потом защитой от внешних врагов. Если не от животных, то от себе подобных (то есть людей). Он пишет, что «мы находим укреплённые селения скученными на вершинах гор или на островах, в излучинах рек или на мысах». Тогда опасность вражеских нападений была ещё у всех на виду.

Затем основополагающим фактором стали общие интересы труда (с развитием экономического разделения труда), торговля (места перекрещивания путей сообщения) и т. д.

#### Государство
«Если политика культурных народов не отличается верностью и доверчивостью, то политика диких народов может служить выражением самых низких свойств, недоверчивости, предательства и беспощадности».

Сравнение европейской политики и «дикой» политики африканских народов. Сущностью государственных образований у диких народов Ратцель видит неопределённость границ, которые намеренно не проводятся в виде линий, а поддерживаются открытыми, в виде свободного пространства изменчивой ширины. Автор приходит к выводу, что общее самообладание и общие интересы создают государство.

Почти во всех государствах неевропейского культурного круга управляют вторгшиеся в них завоеватели-чужеземцы. Сознание национальной связи возникает лишь позднее и прокладывает себе дорогу в виде государствообразующей силы, когда вступают в дело и умственные интересы народа.

### «Земля и жизнь. Сравнительное землеведение»

#### Землеведение в доисторический и исторический периоды (эпоха открытий; начало и возрождение географии, как науки; научная география)
«В исторические моменты, когда существует очень сильная власть или имеется сильная потребность в политическом или экономическом расширении, появляются географические открытия; тогда чувствуется необходимость в географических познаниях. Греки и немцы сделали много для науки, римляне, испанцы, голландцы и англичане более других содействовали открытиям. Немцы для открытия Америки практически сделали очень мало; надо в этом открыто сознаться; но впоследствии, мы всё же старались снять завесу, скрывавшую эту часть земли при помощи книг, карт и инструментов…». Здесь же Ратцель высказывает своё мнение, что география как таковая началась с эпохи первых географических открытий.

По поводу начала и возрождения географии как науки он пишет, что первые зачатки появились в поясе сухих воздушных течений: междуречье Тигра и Евфрата (Месопотамии), Египте. Ибо там появились первые астрономы, наблюдавшие за звёздами.
Интересный факт. Говоря о русских путешественниках, Ратцель пишет: «не из национального самолюбия, а из чувства справедливости мы несколько дольше остановимся на географических исследованиях и открытиях русских, которым в этом отношении должно быть отведено одно из первых мест». Признавая главенство немецкой науки и учёных, Ратцель отдаёт себе отчёт в том, что другие развитые народы также имеют свой собственный научный опыт.

#### Антропогеография (человечество, отношение человека к земле, культура, народ и государство)
Ратцель считает, что возможно установить единство всего человечества, несмотря на все нынешние различия. Описывая различия рас, автор приходит к выводу, что ни одна раса не представляет собой совершенно обособленной, естественной группы. Географическое распространение рас на Земле в некоторых отношениях сходно с областями распространения известных растений и животных и показывает, что все живые существа подчиняются в более или менее одинаковой степени воздействиям внешней среды. Здесь же Ратцель описывает процессы столкновения между расами (борьба), наслоение, отвращение рас.

В параграфе под названием «Жизнь земли» Ратцель пишет, что «ограничение всего развития жизни на Земле одним определённым пространством привело к концентрации в узкие границы всей жизнедеятельности живого мира и всех внешних влияний, которым жизнь подвергается». При этом изменчивость он считает основным свойством жизни на Земле.
Ратцель любил рассматривать развитие человечества в его связи с природой: «Если нам приходится считать область распространения вида или расы важным его качеством, то при обсуждении истории этого вида важно обращать внимание на изменения климата и почвы» (то есть внешние факторы, влияющие на пространство).

Ратцель сравнивает жизнь животных, растений и человека. Он считает, что густота жизни, перенаселение привели к тому, что люди обособились на небольших пространствах (примером тому являются многоэтажные жилые дома, где люди живут друг над другом) так же, как и животные (пример — леса, где возможно деление на ярусы). 

Ответвление новых форм возможно в жизни народов лишь тогда, когда они занимают обширные пространства; только в этом случае они могут найти необходимое уединение, укрепятся их особые признаки, без которых невозможно выделение их в специальную группу.
Ратцель также подчёркивает неразрывность истории и географии при сравнительном изучении Земли, перемещения народов. Таким образом, эпохи можно различать по характеру и силе этих исторических движений. При этом Ратцель подчёркивает как развитие отношений между народами влияет на образование новых государств, приводя в пример торговые связи, ставшие первоисточником образования колоний.

Социальное неравенство между низшими расами расширяет пропасть с представителями высшей расы. В качестве примера Ратцель приводит тот факт, что в США случаются браки между белыми и неграми, но лишь в низших слоях населения. В Сибири русский чиновник, офицер не женится на бурятке, мещанин или крестьянин — сплошь да рядом.

##### Человек как часть поверхности земли
«Почва определяет все движения человека на Земле — со своим положением и пространственными отношениями, устройством поверхности и растительностью. Природа воздействует на тело и дух целых народов». Под словом «почва» Ратцель подразумевает окружающую среду в самом обширном смысле слова, начиная с воздуха, света и небесного свода, отражающегося у него в душе, и заканчивая землёю, возделываемой земледельцем, и глыбой камня, венчающего нередко один из красивейших его храмов. Таким образом, всякое изучение любого народа мы должны начинать с почвы, на которой он живёт и действует и которая нередко служит родиною уже большого числа поколений.
В разделе, где рассматриваются пути сообщения народов, Ратцель дает своё интересное определение дороги: «каждая дорога — известное расстояние, часть земной поверхности и определённое человеческое творение (кроме рек)». На протяжении истории у диких народов дорог не было, одни тропинки, а в развитых государствах появлялись каменные (примером тому служит Рим).

Далее автор затрагивает тему средств сообщения для перевозки товаров: «всякое сообщение должно сопровождаться затратой сил, благодаря которой на поверхности Земли совершаются различные движения. Носители этих сил — люди, животные, вода, ветер». На тот момент каких-либо других движущих сил для перевозки товаров не существовало.

В книге упоминается также о различии двух понятий: нация и национальность. Нация — народ в его политической самостоятельности. Национальность — несамостоятельная часть известного народа.

## Научные труды
- Städte- und Culturbilder aus Nordamerika. Lpz., 1876. Tl 1-2; Die Erde. Stuttg., 1881; Anthropo-Geographie. Stuttg., 1882—1899. Bd 1-2.
- Das Meer als Quelle der Völkergröße. 2. Aufl. Münch., 1911.
- Politische Geographie oder die Geographie der Staaten, des Verkehrs und des Krieges. 3. Aufl. Münch.; B., 1923.
- Deutschland: Einführung in die Heimatkunde. 7. Aufl. B., 1943.
- Der Lebensraum: Eine biogeographische Studie. [2. Aufl.]. Darmstadt, 1966.
- Über Naturschilderung. 4. Aufl. Darmstadt, 1968.

### Переводы на русский язык
- Ратцель Ф. Земля и жизнь: сравнительное землеведение. Т. 1-2. — СПб., 1903—1906.
- Ратцель Ф. Народоведение. Т. 1-2. — СПб., 1901.
- Ратцель Ф. Политическая география (1897).